# Морелевский, Юзеф
Юзеф Морелевский (5 марта 1777 — 12 августа 1845) — философ, журналист, поэт, педагог. Преподаватель Оршанского иезуитского коллегиума. После эмиграции — заместитель (socius) Галицкой провинции Общества Иисуса в Австрии, ректор иезуитской коллегии в городе Новы-Сонч.

## Биография
В 1790 году окончил класс риторики в Оршанском иезуитском коллегиуме. 8 августа 1790 года присоединился к Обществу Иисуса и принял новициат (1790—1792). Изучал французский язык в Полоцком (1792—1793) и риторику в Оршанском иезуитском коллегиуме (1793—1794). С 1794 года преподавал в иезуитских коллегиях Мстиславля (1794—1795), Могилёва (1795—1796), Орши (1796—1797).
В 1797 году он вернулся в Полоцкий иезуитский коллегиум, где изучал философию (1797—1799) и теологию (1800—1804), а также преподавал философию (1799—1800) и французский язык (1800—1802 и 1803—1804). В 1804—1810 годах — воспитатель иезуитской школы-интерната, профессор поэзии и русского языка в Петербурге. 15 августа 1810 года Юзеф Морелевский принял последние обеты и начал работать в Орше. В 1810—1814 годах был профессором риторики и префектом монастырской библиотеки.
С 1814 по 1816 год — заместитель руководителя Белорусской провинции Общества Иисуса Винкентия Тиванкевича и советник провинции. В 1816—1818 годах работал в Полоцкой иезуитской академии. С 1818 по 1820 год — в коллегиуме в Романове на Волыни.
После изгнания иезуитов из Российской империи в 1820 году перебрался в Австрийскую империю. С 10 января 1822 года — заместитель (socius) Галицкой провинции Общества Иисуса, а с 1 октября 1828 по 4 января 1835 года — ректор иезуитской коллегии в Тынце и Новы-Сонче (туда в 1831 году после разрушительного пожара был переведён тынецкий центр иезуитов). В 1835 году переехал работать в Старую Весь, где с 23 ноября 1836 по 17 ноября 1840 года работал ректором коллегии.
Умер в Старой Веси 12 августа 1845 года, похоронен там же.

## Творчество
Писал на польском, русском и латыни. Публиковался в журналах «Полоцкий ежемесячник», «Вестник Европы». Творчество Морелевского раскрывало характерные черты литературы в период перехода от классицизма к романтизму. Одновременно с классицистическими элегиями, эпиграммами, панегириками и имитациями Горация писал лирические песни в доромантичном стиле, в которых размышлял о воспитательное значение поэзии с общегуманистической и христианской точки зрения. Писал про природу и родной край.